# Круліково (Поморське воєводство)
Круліково (пол. Królikowo) — село в Польщі, у гміні Старий Дзежґонь Штумського повіту Поморського воєводства.